# Sainte-Hélène-de-Kamouraska
Sainte-Hélène-de-Kamouraska, till 2014 endast Sainte-Hélène, är en kommun i provinsen Québec i Kanada. Den ligger i regionen Bas-Saint-Laurent, i den östra delen av landet, 500 km nordost om huvudstaden Ottawa.